# سواومير كوكزو
سواومير كوكزو (بالبولندية: Sławomir Kuczko)‏ (مواليد 25 يونيو 1985) هو سبّاح بولندي، مثّل بلاده في الألعاب الأولمبية الصيفية 2012.

## روابط خارجية
سواومير كوكزو على موقع الاتحاد الدولي للسباحة (الإنجليزية)
- سواومير كوكزو على موقع SwimRankings.net (الإنجليزية)
- سواومير كوكزو على موقع أوليمبيديا (الإنجليزية)